# Serjania impressa
Serjania impressa är en kinesträdsväxtart som beskrevs av Ludwig Radlkofer. Serjania impressa ingår i släktet Serjania och familjen kinesträdsväxter. Inga underarter finns listade i Catalogue of Life.